# Geoffrey Arend

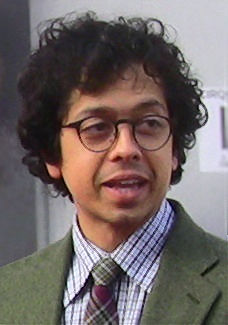
Geoffrey Arend (2011)

Geoffrey Arend (* 28. Februar 1978 in Manhattan, New York City) ist ein US-amerikanischer Schauspieler.

## Leben und Karriere
Geoffrey Arend wurde 1978 in Manhattan als Sohn eines deutschstämmigen Amerikaners und einer Pakistanerin geboren. 1996 besuchte er die Fiorello H. LaGuardia High School of Music & Art and Performing Arts.
Arend spielte 21 Folgen lang die Rolle des Charles „Upchuck“ Ruttheimer III in der Fernsehserie Daria. Im Jahre 2001 spielte er in den beiden Filmen Super Troopers – Die Superbullen und Bubble Boy mit. In Dabei sein ist alles verkörperte er 2005 einen geistig Behinderten. Von 2011 bis 2013 spielte er die Rolle des Dr. Ethan Gross in Body of Proof.
Am 11. Oktober 2009 heiratete er die Mad-Men-Schauspielerin Christina Hendricks, die auch einen Gastauftritt in der ersten Staffel von Body of Proof hatte. Im Oktober 2019 trennte sich das Paar.

## Filmografie (Auswahl)
- 1997–2001: Daria (Fernsehserie, 21 Folgen, Stimme)
- 2001: Bubble Boy
- 2001: Super Troopers – Die Superbullen (Super Troopers)
- 2002: American Campus – Reif für die Uni? (Undeclared, Fernsehserie, Folge 1x10)
- 2003: Es bleibt in der Familie (It Runs in the Family)
- 2003: Hey Joel (Fernsehserie, Folge 1x01)
- 2003: Springfield Story (The Guiding Light, Seifenoper, eine Folge)
- 2003: Law & Order (Fernsehserie, Folge 14x02)
- 2004: Garden State
- 2004: Criminal Intent – Verbrechen im Visier (Law & Order: Criminal Intent, Fernsehserie, Folge 3x17)
- 2005: Law & Order: Special Victims Unit (Fernsehserie, Folge 6x14)
- 2005: Dabei sein ist alles (The Ringer)
- 2007: Loveless in Los Angeles
- 2008: Greek (Fernsehserie, 2 Folgen)
- 2009: (500) Days of Summer
- 2009: Trust Me (Fernsehserie, 13 Folgen)
- 2009: Private Practice (Fernsehserie, Folge 3x06)
- 2010: Medium – Nichts bleibt verborgen (Medium, Fernsehserie, Folge 6x16)
- 2010: Devil – Fahrstuhl zur Hölle (Devil)
- 2010: The Closer (Fernsehserie, Folge 6x03)
- 2011–2013: Body of Proof (Fernsehserie, 42 Folgen)
- 2014: Grey’s Anatomy (Fernsehserie, Folge 10x15)
- 2014–2019: Madam Secretary (Fernsehserie, 110 Folgen)
- 2020: The Magicians (Fernsehserie, 2 Folgen)
- 2021: Physical (Fernsehserie, 7 Folgen)
- 2021: Goliath (Fernsehserie, 8 Folgen)
- 2022: The Offer (Fernsehserie, 3 Folgen)